# Aparecida do Taboado
Aparecida do Taboado es un municipio brasilero del estado de Mato Grosso do Sul. Su población estimada en 2006 era de 19.823 habitantes.

## Historia
El primer poblado surgido en la región fue el de Puerto Taboado, en los márgenes del río Paraná, iniciativa de los mineros João Barbosa y Máximo José de la Roca. Posteriormente, Antônio Leandro cedió parte de su hacienda, denominada Córrego do Campo, a poca distancia de los márgenes del río Paraná e inició la implantación de un nuevo poblado, que tomó la denominación de Lagoa Suja (Laguna Sucia), actualmente, Aparecida do Taboado.
La creación del municipio ocurrió el 28 de septiembre de 1948. El nombre de la ciudad es un homenaje del fundador, Antônio Leandro de Menezes, que hizo una promesa a Nossa Senhora da Conceição Aparecida (patrona del Brasil), para la cura de un hijo enfermo y donó terreno para la elevación de una ciudad, y fue construida una capilla en la actual plaza de la Iglesia Matriz del municipio en devoción a la patrona. El nombre Taboado viene de un antiguo puerto a los márgenes del río Paraná que tenía muchas taboas, una vegetación común en áreas inundadas del cerrado.Los primeros habitantes de la región vinieron de los estados de São Paulo y Minas Gerais.
- Datos: Q22067429
- Multimedia: Aparecida do Taboado / Q22067429